# Colonia 3 de Mayo, Ixtapan de la Sal
Colonia 3 de Mayo är en ort i Mexiko, tillhörande kommunen Ixtapan de la Sal i delstaten Mexiko. Orten hade 1 107 invånare vid folkräkningen 2010.